# Dolentsi (Demir Hisar)
Pour l’article homonyme, voir Dolentsi.
Dolentsi (en macédonien Доленци) est un village du sud-est de la Macédoine du Nord, situé dans la municipalité de Demir Hisar. Le village comptait 97 habitants en 2002.

## Démographie
Lors du recensement de 2002, le village comptait :
- Macédoniens : 97